# قرية بلاط الفرعوني
قرية بلاط الفرعوني إحدي القري بنيت من ألاف السنين منذ العصور الفرعونية و المملكة البطلمية والإسلامية والدولة العثمانية. انضمت إلى قائمة التراث العالمي باعتبارهما من الآثار العالمية الفريدة.

## التسمية
وسميت بهذا الاسم كانت مقرا للبلاط ملكي في العصر العثماني توجد فيه كثير من العمارة العثمانية و العمارة إسلامية فهي مدينة إسلامية.

## البناء
شيدت القرية فوق ربوة عالية عن سطح الأرض حتى يتمكن السكان من رؤية الأعداء بمسافة كأفية قبل الهجوم وحماية من المياه الجوفية.

## أجزاء القرية

### العصر الفرعوني
برجع القرية للعصور الفرعونية فعلى جدرانها صور ورسومات للمصري القديم حيث تصور تلك الرسومات النخلة والحيوانات ولا تزال تلك الآثار خالدة على مقابر بلاط الفرعونية. وتبعد كيلو متر واحد من قرية بلاط حيث توجد 6 مصاطب.

### العصر الروماني
توجد بعض صور النباتات علي المقابرالرومانية.

### العصر الأسرة السادسة الفرعونية
صور لرسومات علي مقابر ترجع إلى الأسرة السادسة الفرعونية

### العصر الإسلامي
- ترجع إلى العصر الإسلامي في مقدمتها بلاط الإسلامية وشوارع القرية ضيقة ومسقوفة من خشب والنخيل.
- كل شارع يحمل اسم عائلة وآيات من القرآن الكريم .

### باقي اجزاء القرية
. توجد مقبرة لحاكم المنطقة ومسلتين صغيرتان .